# Чекардоколеиды
Чекардоколеиды:67 (лат. Tshekardocoleidae) — семейство вымерших жуков. Ископаемые находки имеют возраст от 295 до 167 млн лет (пермский период, палеозойская эра и часть: мезозойская эра).

## Описание
Мелкие жуки длиной около 10 мм с грубой скульптурой покровов. Тело продолговатое, дорсовентрально уплощенное, голова прогнатная. Брюшком с 5 вентритами и развитыми латеростернитами, яйцеклад телескопический. Усики 13-члениковые. От близких групп отличаются строением надкрыльев, в жилковании которых есть наиболее полный набор следов архедиктиона с развитыми эпиплеврами и 8 ветвящимися главными жилками.

## Классификация
Семейство было впервые выделено в 1944 году советским палеоэнтомологом Борисом Борисовичем Родендорфом. Большинство родов монотипические (содержат единственный вид). Часть родов (Boscoleus, Eocoleus, Moravocoleus, Prosperocoleus, Retelytron, Umoricoleus, Votocoleus) иногда выделяют в отдельное семейство Moravocoleidae. При описании в 2013 году в это семейство поместили род † Coleopsis Kirejtshuk, Poschmann et Nel, 2013, но уже в 2016 году его выделили в отдельное семейство Coleopsidae.
В 2022 году включены в подотряд †Alphacoleoptera.
- † Avocoleus Ponomarenko, 1969[5]
- † Boscoleus Kukalová, 1969[6]
- † Eocoleus Kukalová, 1969[6]
- † Moravocoleus Kukalová, 1969[6]
- † Permocoleus Lubkin & Engel, 2005[7][8]
- † Prosperocoleus Kukalová, 1969[6]
- † Retelytron Kukalová, 1965
- † Sylvacoleodes Ponomarenko, 1969[5]
- † Sylvacoleus Ponomarenko, 1963
- † Tshekardocoleus Rohdendorf, 1944[1]
- † Umoricoleus Kukalová, 1969[6]
- † Uralocoleus Zalessky, 1947
- † Votocoleus Kukalová, 1969[6]